# Polistes marginalis
Polistes marginalis är en getingart som först beskrevs av Fabricius 1775.  Polistes marginalis ingår i släktet pappersgetingar, och familjen getingar.

## Underarter
Arten delas in i följande underarter:
- P. m. baidoensis
- P. m. lindensis
- P. m. meruensis
- P. m. africanus
- P. m. arabicus
- P. m. badius